# Glenea sobrina
Glenea sobrina là một loài bọ cánh cứng trong họ Cerambycidae.